# 제10회 서울국제사랑영화제
제10회 서울국제사랑영화제는 2013년 4월 4일에 열린 시상식이다.

## 수상 및 후보

### 대상
- 네가네이 : 네 가족을 네 이웃과 같이 사랑하라 - 정혜경 수상

### 우수상
- 모범생 - 손태훈 수상

### 배우상
- 그녀 - 황정민 수상

### 관객상
- 이른 저녁식사 - 박혜영 수상

### 영화비평공모 홍성사상(대상)
- 윤필립 수상

### 영화비평공모 우수상
- 김유우 수상

### 사전제작지원작
- 황무지 - 곽기봉 수상

### 아가페 초이스
- 블루 라이크 째즈 - 스티븐 테일러
- 용기와 구원 - 알렉스 켄드릭
- 파더 오브 라이츠 - 대런 윌슨
- 소명 하늘의 별 - 신현원
- 언다운티드: 회의에서 확신으로 - 크리스토발 크루센
- 우리에겐 교황이 있다 - 난니 모레티
- 하이어 그라운드 - 베라 파미가

### 국제 단편 경쟁
- 행복엄마의 오디세이 - 이현경
- 삶의 향기 - 김준성
- 갑과 을 - 김진황
- 개를 찾습니다 - 임유진
- 네가네이 : 네 가족을 네 이웃과 같이 사랑하라 - 정혜경
- 할망바다 - 강희진
- 좋은 날 - 윤순표
- 플라잉 피그 - 박성미
- 미안, 미안해 - 변성준
- 뚜루 - 이채민
- 발가락이라도 닮을까봐 - 최윤석
- 눈부신 밤 - 이미지
- 깁스를 한 남자 - 이은정
- 자리 - 이지원
- 이른 저녁식사 - 박혜영
- 그녀 - 문성혁
- 모범생 - 손태훈

### SIAFF 특별전
- 어둠 속의 빛 - 아그네츠카 홀란드
- 터치 오브 라이트 - 장영치
- 블랙 - 산제이 릴라 반살리
- 꿍따리 유랑단 - 김영진
- 프레셔스 - 리 다니엘스
- 미스진은 예쁘다 - 장희철
- 월플라워 - 스티븐 크보스키
- 실버라이닝 플레이북 - 데이빗 O. 러셀
- 아무르 - 미카엘 하네케

### 시네피크닉
- 유다의 사자 : 부활절 대모험 - 데릭 브룸 외 1명
- 레옹 - 이기영
- 스노우 래빗 - 이루비 외 1명
- 아이쿠 아이쿵! - 이민경
- 알레그로 - 주윤철
- 코끼리 - 이민경
- 티나노 - 유승철 외 2명